# Marseilleviridae
Marseilleviridae es una familia de virus de doble cadena de ADN que infectan protistas. Es miembro del grupo de los Virus nucleocitoplasmáticos de ADN de gran tamaño.

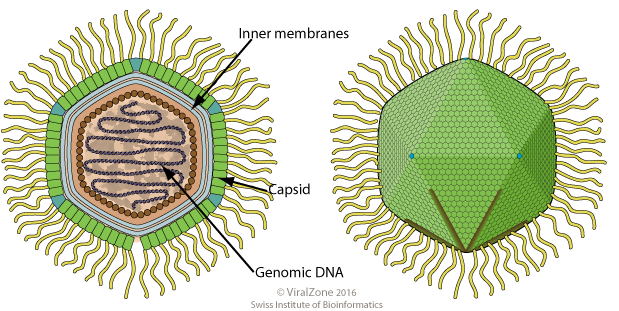
La forma típica de los viriones de los Marseilleviridae es, en principio, similar a la de los Mimiviridae.

## Taxonomía
Hay un género (Marseillevirus) en esta familia, y una única especie reconocida actualmente en este género. Originariamente estaba agrupada con los Mimivirus, pero estudios posteriores mostraron que solo están relacionados de forma distante.